# Wang Haibin
Wang Haibin (王海滨S, Wáng HǎibīnP; Nanning, 15 dicembre 1973) è un ex schermidore cinese, specializzato nel fioretto. Ha vinto due medaglie d'argento nella scherma ai Giochi olimpici.